# Československá fotbalová reprezentace do 21 let
Československá fotbalová reprezentace do 21 let byla jednou z mládežnických reprezentací Československa ve fotbale. Zanikla po rozpadu Československa. Nástupci jsou česká reprezentace do 21 let a slovenská reprezentace do 21 let.
Po reorganizaci mládežnických soutěží UEFA v roce 1976 byla vytvořena reprezentace do 21 let. Navzdory rozpadu Československa v lednu 1993 hrála zápasy až do března 1994.